# Sconosciuti
Sconosciuti è un singolo della cantante Italiana Ginevra, pubblicato il 29 maggio 2020 come terzo estratto dal secondo EP Metropoli.

## Video musicale
Il video, diretto dalla stessa Ginevra Lubrano, è stato pubblicato il 16 giugno 2020 sul canale YouTube di Asian Fake. Ginevra ha commentato così il video:

## Tracce
Testi di Ginevra Lubrano, musiche di Ginevra Lubrano e Francesco Fugazza.
1. Sconosciuti – 3:17